# أندي كيرك
أندي كيرك (بالإنجليزية: Andy Kirk)‏ (3 أكتوبر 1977 بميلواكي في الولايات المتحدة - ) هو لاعب كرة قدم أمريكي في مركز حراسة المرمى. شارك مع منتخب الولايات المتحدة تحت 17 سنة لكرة القدم ومنتخب الولايات المتحدة تحت 20 سنة لكرة القدم. أما مع النوادي، فقد لعب مع تامبا باي موتيني وسان خوسيه إيرثكويكس وGeneration Adidas ‏.

## وصلات خارجية
- أندي كيرك على موقع الاتحاد الدولي (مؤرشف)  (الإنجليزية)
- أندي كيرك على موقع الدوري الأمريكي (الإنجليزية)
- أندي كيرك على موقع قاعدة بيانات كرة القدم.إي يو (الإنجليزية)